# Marshevet Myers
Marshevet Myers (Dallas, Estados Unidos, 25 de septiembre de 1984) es una atleta estadounidense, especialista en la prueba de relevos 4 x 100 m, con la que llegó a ser campeona mundial en 2011 consiguiendo además el récord del mundo.

## Carrera deportiva
En el Mundial de Daegu 2011 gana la medalla de oro en relevos 4 x 100 m, con un tiempo de 41,56 segundos récord del mundo, por delante de las jamaicanas y ucranianas, siendo sus compañeras de equipo: Allyson Felix, Bianca Knight y Carmelita Jeter.